# Закшево (Вольштинський повіт)
Закшево (пол. Zakrzewo) — село в Польщі, у гміні Седлець Вольштинського повіту Великопольського воєводства.
Населення — 373 особи (2011).
У 1975-1998 роках село належало до Зеленоґурського воєводства.

## Демографія
Демографічна структура станом на 31 березня 2011 року:
|          | Загалом | Допрацездатний вік | Працездатний вік | Постпрацездатний вік |
| -------- | ------- | ------------------ | ---------------- | -------------------- |
| Чоловіки | 181     | 46                 | 124              | 11                   |
| Жінки    | 192     | 56                 | 110              | 26                   |
| Разом    | 373     | 102                | 234              | 37                   |